# Paulina Paszek
Paulina Paszek (ur. 26 października 1997 w Bielsku-Białej) – polsko-niemiecka kajakarka, multimedalistka olimpijska, wicemistrzyni olimpijska i brązowa medalistka igrzysk olimpijskich w Paryżu, srebrna i brązowa medalistka mistrzostw świata, mistrzyni Europy, wielokrotna medalistka mistrzostw Europy i świata juniorów.

## Kariera sportowa
Swoją przygodę z kajakarstwem rozpoczęła w klubie KS Górnik Czechowice. W kolejnych latach była uczennicą Szkoły Mistrzostwa Sportowego w Wałczu. Wcześniej występowała w barwach klubu AZS-AWF Katowice. Reprezentowanie barw Polski rozpoczęła w roku 2013 na Mistrzostwach Europy Juniorów w Poznaniu, gdzie zdobyła dwa brązowe medale na dystansie 500 m w konkurencji K-2 i K-4. W roku 2014 we francuskiej miejscowości Mantes-la-Jolie na dystansie 500 m w konkurencji K-2 zdobyła srebrny medal na Mistrzostwach Europy Juniorów. W tym samym roku na Mistrzostwach Świata zdobyła 1. miejsce w osadzie K-4 na dystansie 500m. W roku 2015 na Mistrzostwach Europy Juniorów wywalczyła brązowy medal w rumuńskiej miejscowości Bascov na dystansie 500m w konkurencji K-4. Sezon 2017 rozpoczęła wygrywając Młodzieżowe Mistrzostwa Europy w osadzie K-4 w Belgradzie. Następnie zdobyła złoty medal na Młodzieżowych Mistrzostwach Świata w konkurencji K-2 1000m. Sezon 2017 zakończyła zdobywając swój pierwszy medal w kategorii seniorskiej na dystansie K-2 1000 m razem z Justyną Iskrzycką w czeskich Racicach wywalczyła brąz. Rok później została mistrzynią Europy w K-2 na 1000 metrów. Dwa miesiące później w Montemor-O-Velho sięgnęła po srebrny medal w tej samej konkurencji.
W 2020 przeprowadziła się do Niemiec i od 2021 startuje w barwach tego kraju. Została wybrana Sportowcem Roku Dolnej Saksonii za 2022 rok. 
W 2025 roku ponownie została wybrana Sportowcem Roku Dolnej Saksonii, tym razem za 2024 rok. 
W maju 2021 zwyciężyła w zawodach Pucharu Świata w konkurencji K-1 5000 metrów, zaś w konkurencjach K-1 200 metrów i K-1 500 metrów odpadła w półfinałach. W barwach Niemiec została wicemistrzynią olimpijska z Paryża, w konkurencji K-4 500 m. Ponadto na paryskich igrzyskach olimpijskich, wspólnie z Jule Marie Hake, zdobyła brązowy medal w konkurencji K-2 500 m. Po zdobyciu medali olimpijskich odwiedziła także swój macierzysty klub w Czechowicach-Dziedzicach. 
.

## Osiągnięcia
| Rok  | Imreza                         | Miejsce          | Konkurencja                    | Wynik                            | Reprezentacja |
| ---- | ------------------------------ | ---------------- | ------------------------------ | -------------------------------- | ------------- |
| 2013 | Mistrzostwa Europy Juniorów    | Poznań           | K-2 500m K-4 500m              | 3. miejsce 3. miejsce            | POL           |
| 2013 | Mistrzostwa Świata Juniorów    | Welland          | K-4 500m                       | 5. miejsce                       | POL           |
| 2014 | Mistrzostwa Europy Juniorów    | Mantes-la-Jolie  | K-1 1000 m K-2 500 m K-4 500 m | 5. miejsce 2. miejsce 5. miejsce | POL           |
| 2014 | Mistrzostwa Świata Juniorów    | Szeged           | K-4 500 m                      | 1. miejsce                       | POL           |
| 2015 | Mistrzostwa Europy Juniorów    | Bascov           | K-4 500 m                      | 3. miejsce                       | POL           |
| 2015 | Mistrza Świata Juniorów        | Montemor-o-Velho | K-1 500 m K-4 500 m            | 5. miejsce 4. miejsce            | POL           |
| 2016 | Młodzieżowe Mistrzostwa Świata | Mińsk            | K-4 500 m                      | 5. miejsce                       | POL           |
| 2017 | Młodzieżowe Mistrzostwa Europy | Belgrade         | K-4 500 m                      | 1. miejsce                       | POL           |
| 2017 | Młodzieżowe Mistrzostwa Świata | Pitesti          | K-2 500 m                      | 1. miejsce                       | POL           |
| 2017 | Mistrzostwa Świata             | Racice           | K-2 1000 m                     | 3. miejsce                       | POL           |
| 2018 | Mistrzostwa Europy             | Belgrad          | K-2 1000 m                     | 1. miejsce                       | POL           |
| 2018 | Mistrzostwa Świata             | Montemor-o-Velho | K-2 1000 m                     | 2. miejsce                       | POL           |
| 2021 | II Puchar Świata               | Bernaul          | K-1 5000 m                     | 1. miejsce                       | GER           |
| 2022 | Mistrzostwa Europy             | Monachium        | K-2 500 m K-2 5000 m           | 2. miejsce 2. miejsce            | GER           |
| 2022 | Mistrzostwa Świata             | Halifax          | K-2 500 m                      | 2. miejsce                       | GER           |
| 2023 | Mistrzostwa Europy             | Kraków           | K-4 500 m                      | 2. miejsce                       | GER           |
| 2023 | Mistrzostwa Świata             | Duisburg         | K-2 500 m K-2 200m             | 3. miejsce 2. miejsce            | GER           |
| 2024 | Igrzyska olimpijskie           | Paryż            | K-4 500 m K-2 500 m            | 2. miejsce 3. miejsce            | GER           |